# Raimondo IV di Pallars Jussà
Raimondo IV di Pallars Jussà (in spagnolo Ramón, in catalano Ramon, in francese Raymond; prima metà secolo XI – 1098 circa) fu Conte di Pallars Jussà dal 1049 alla sua morte.

## Origine
Secondo il capitolo n° XXXVI del libro XLVI della España sagrada. 46, De las santas iglesias de Lérida, Roda y Barbastro, Raimondo era il figlio primogenito del Conte di Pallars ed ex Conte consorte di Ribagorza, Raimondo III e di Ermesinda, di cui non si conoscono gli ascendenti.

Secondo il capitolo n° XXXVI del libro XLVI della España sagrada. 46, De las santas iglesias de Lérida, Roda y Barbastro, Raimondo III di Pallars Jussà era il figlio primogenito del Conte di Pallars e Conte consorte di Ribagorza, Suniario I e di Ermentrude di Rouergue, che secondo le Europäische Stammtafeln, volume III, parte 1, n° 119 (non consultate) era la figlia del conte di Rouergue, Raimondo II, e di Riccarda, figlia di Odoino.

## Biografia
Tra il 1030 ed il 1040, suo padre, Raimondo III collaborò con Arnau Mir de Tost (futuro suocero di Raimondo), che al comando di truppe della contea di Urgell conquistò il bacino di Tremp, la catena montuosa di Montsec e la valle di Àger, togliendoli ai Saraceni, e una parte delle conquiste passò sotto il controllo di Raimondo III.
Secondo le Noticias y documentos históricos del condado de Ribagorza hasta la muerte de Sancho Garcés III (año 1035) (non consultato), suo padre, Raimondo III, viene citato in un documento, inerente ad una compravendita, datato 1049.

Si presume che in quello stesso anno, Raimondo III morì e gli succedette Raimondo, il figlio primogenito, come Raimondo IV, Conte di Pallars Jussà (Raimundus comes Paliarensis), come da documento n° CCXLIV della Marca Hispanica, Appendix, datato 1056, inerente ad una donazione fatta da Raimondo alla moglie, Valença de Tost.
I primi anni di governo di Raimondo IV erano stati turbolenti: ebbe disaccordi con il cugino, Artaldo I della contea di Pallars Sobirà, sia per motivi ereditari che per i confini territoriali, e anche i rapporti con i conti di Urgell non erano molto buoni, ma cominciarono a migliorare dal 1055 dopo il suo matrimonio con Valença de Tost, figlia del nobile Arnau Mir de Tost; infatti in questo primo periodo, anche i vari signori locali approfittarono delle difficoltà del conte per rendersi più indipendenti.
Nel 1064, Raimondo riuscì ad appianare le divergenze col cugino, Artaldo I.
Raimondo per combattere i nobili e contrastare le truppe del conte di Urgell, fece ricorso all'aiuto di truppe saracene, e nel 1070, riuscì a sconfiggere i nobili ribelli, che poi per tutti gli anni a seguire giurarono fedeltà al conte Raimondo IV, e a fermare le truppe di Urgell.
Nel 1069, secondo il documento n° CCLXXIII della Marca Hispanica, Appendix, Raimondo, con la moglie, Valença de Tost, ed il figlio Pietro Raimondo (Raimundus gratia Dei comes et uxor mea Valencia comitissa una cum filio Petro) confermò una donazione alla chiesa di Urgell.
Nel 1073, secondo il documento n° 260 del cartulario de alaon (non consultato), Raimondo, con la moglie, Valença de Tost (Raimundus gratia Dei comes et Valentia comitissa), fece una concessione al monastero di Alaón.
Nel 1079, secondo il documento n° CCXCII della Marca Hispanica, Appendix, Raimondo, con la moglie, Valença de Tost, ed i figli Pietro Raimondo e Arnaldo Raimondo (Raimundus Paliarensis comes atque indigena proles condam Raimundi comitis cum uxore mea Valença comitissa filiis quoque nostris Petro et Arnallo) fece una donazione alla chiesa di Tremp.
Non si conosce la data esatta della morte di Raimondo IV, ma fu prima del 1º aprile 1100, in quanto in quella data, il figlio Pietro Raimondo (Petrus Dei gratia comes Pallariensis), secondo il documento n° CCCXXIII della Marca Hispanica, Appendix, fece una donazione in suffragio dell'anima di entrambi i genitori (parentum meorum Raymundi videlicet atque Valentiæ).

a Raimondo IV succedettero i due figli maggiori, Pietro Raimondo e Arnaldo Raimondo.

## Matrimonio e discendenza
Raimondo tra il 1055 ed il 1056, come ci viene confermato dal documento n° CCXLIV della Marca Hispanica, Appendix, datato 1056, aveva sposato Valença de Tost, figlia di Arnau Mir de Tost, signore di Àger e della moglie Arsenda (confermato dal testamento di Arsenda; Valença aveva portato in dote il bacino di Tremp, mentre aveva ricevuto in dono dal marito alcuni castelli.

Nel 1065, Valença (Valencie comitisse Pailarensis) compare come testimone nel documento n° 68 del Collecció diplomàtica de Sant Pere d´Àger fins 1198, Vol. I, inerente ad una donazione dei suoi genitori, Arnau e Arsenda (Arnallus Mironis + Arsendis, uxoris eius).

Valença (filiam meam Valentiam comitissam) viene citata nel testamento del padre Arnau (Arnallus Mironis filius), come da documento n° 99 del Collecció diplomàtica de Sant Pere d´Àger fins 1198, Vol. I.

Valencia inoltre compare in tre documenti, assieme al marito e ai figli:

il documento n° CCLXXIII della Marca Hispanica, Appendix (Raimundus gratia Dei comes et uxor mea Valencia comitissa una cum filio Petro)

il documento n° 260 del cartulario de alaon (non consultato), Raimondo, con la moglie, Valença de Tost (Raimundus gratia Dei comes et Valentia comitissa)

il documento n° CCXCII della Marca Hispanica, Appendix (Raimundus Paliarensis comes atque indigena proles condam Raimundi comitis cum uxore mea Valença comitissa filiis quoque nostris Petro et Arnallo).

Valença morì prima del 1º aprile 1100, in quanto in quella data, il figlio Pietro Raimondo (Petrus Dei gratia comes Pallariensis), secondo il documento n° CCCXXIII della Marca Hispanica, Appendix, fece una donazione in suffragio dell'anima di entrambi i genitori (parentum meorum Raymundi videlicet atque Valentiæ), ma dopo il marito, come conferma il documento n° CCCXXIV della Marca Hispanica, Appendix.

Raimondo IV da Valença ebbe quattro figli:
- Pietro Raimondo († 1112 circa), Conte di Pallars Jussà[16];
- Arnaldo Raimondo († 1112 circa), Conte di Pallars Jussà[16];
- Bernardo Raimondo († 1026 circa), Conte di Pallars Jussà[17];
- Loreta, citata nel documento n° CCCXXIV della Marca Hispanica, Appendix[15].

### Fonti primarie
- (LA)  Histoire générale de Languedoc : avec des notes et les pièces justificatives, T. 5.
- (LA)  España sagrada. 46.
- (LA)  Collecció diplomàtica de Sant Pere d´Àger fins 1198 Archiviato il 5 marzo 2016 in Internet Archive..
- (LA)  Marca Hispanica.

### Letteratura storiografica
- (EN) The Development of Southern French and Catalan Society, 718-1050, su libro.uca.edu.